# Tartufo (película)
Tartüff es una película dramática alemana del año 1925 dirigida por Friedrich Wilhelm Murnau. Esta película de cine mudo se basa en la comedia social Tartufo (título original:Tartuffe ou l'Imposteur) del año 1664 escrita por Molière.

## Argumento
Un hombre rico ha desheredado y expulsado a su hijo porque se dedicó por completo a la actuación. Al viejo lo cuida una criada anciana que está detrás de su herencia. Ella intenta obstinadamente que su dependiente la tenga en cuenta en el testamento y lo logra. Ahora esta tartufa trata de matar al viejo disimuladamente mezclándole veneno a los alimentos y al agua.

## Contexto
- La situación inicial (padre rico que echa al hijo por su pasión por el cine) es un detalle autobiográfico de la vida de Murnau.
- El título original fue Herr Tartüff (Sr. Tartufo)